# Ferrari SF-24
Der Ferrari SF-24 ist der Formel-1-Rennwagen der Scuderia Ferrari für die Formel-1-Weltmeisterschaft 2024. Er wurde von Carlos Sainz Jr. und Charles Leclerc gefahren, wobei Ersatzfahrer Oliver Bearman Sainz beim Großen Preis von Saudi-Arabien 2024 ersetzte, da Sainz sich einer Notoperation wegen einer Blinddarmentzündung unterziehen musste.

## Technik und Entwicklung
Wie alle Formel-1-Fahrzeuge des Jahres 2024 ist der Ferrari SF-24 ein hinterradangetriebener Monoposto mit einem Monocoque aus kohlenstofffaserverstärktem Kunststoff (CFK). Außer dem Monocoque bestehen auch viele weitere Teile des Fahrzeugs, darunter die Karosserieteile und das Lenkrad, aus CFK. Auch die Bremsscheiben sind aus einem mit Kohlenstofffasern verstärkten Verbundwerkstoff.
Der SF-24 ist das Nachfolgemodell des Ferrari SF-23.
Angetrieben wird der SF-24 von einem 1,6-Liter-V6-Motor von Scuderia Ferrari in der Fahrzeugmitte mit Turbolader sowie einem 120 kW starken Elektromotor; es ist also ein Hybridelektrokraftfahrzeug. Die Kraft überträgt ein sequentielles, mit Schaltwippen betätigtes Achtganggetriebe. Das Fahrzeug hat nur zwei Pedale, ein Gaspedal (rechts) und ein Bremspedal (links). Genau wie viele andere Funktionen wird die Kupplung, die nur beim Anfahren aus dem Stand gebraucht wird, über einen Hebel am Lenkrad bedient.
Das Fahrzeug ist 2000 mm breit, 970 mm hoch und mehr als 5000 mm lang. Das Gewicht beträgt einschließlich Fahrer 798 kg. Der Wagen hat 305 mm breite Vorderreifen und 405 mm breite Hinterreifen des Einheitslieferanten Pirelli auf 18-Zoll-Rädern.
Der SF-24 verfügt, wie alle Formel-1-Fahrzeuge seit 2011, über ein Drag Reduction System (DRS), das durch Flachstellen eines Teils des Heckflügels den Luftwiderstand des Fahrzeugs auf den Geraden verringert, wenn es eingesetzt werden darf. Auch das DRS wird mit einem Schalter am Lenkrad des Wagens aktiviert.
Der SF-24 ist mit dem Halo-System ausgestattet, das einen zusätzlichen Schutz für den Kopf des Fahrers bietet.

## Saisonablauf
Der SF-24 gab sein Renndebüt beim Großen Preis von Bahrain 2024, bei dem Carlos Sainz Jr. mit einem dritten Platz das erste Podium der Saison für das Team sicherte. Charles Leclerc, der sich als Zweiter qualifiziert hatte, beendete das Rennen auf dem vierten Platz, nachdem er während des Rennens mit Bremsproblemen zu kämpfen hatte. Beim Großen Preis von Saudi-Arabien 2024 musste Sainz das restliche Wochenende krankheitsbedingt aussetzen und sich einer Operation wegen einer Blinddarmentzündung unterziehen. Als Ersatz trat Ferraris Ersatzfahrer Oliver Bearman an, der sich als Elfter qualifizierte und das Rennen als Siebter beendete. Leclerc hingegen qualifizierte sich als Zweiter und belegte nach einem Überholmanöver von Sergio Pérez im Rennen den dritten Platz.

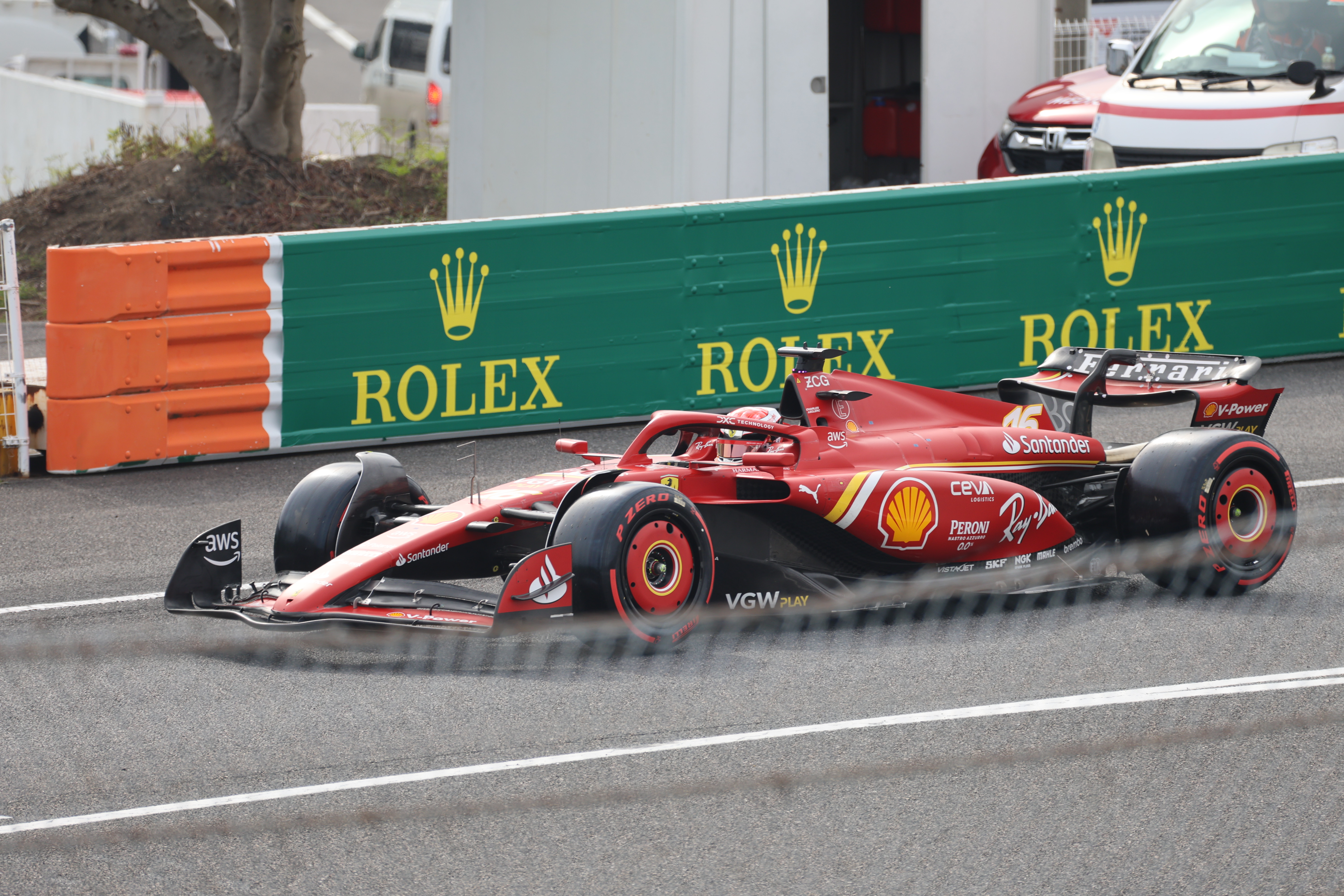
Charles Leclerc im SF-24 beim Großen Preis von Japan

Während des Großen Preises von Australien 2024 kehrte Sainz nach zweiwöchiger Genesung ins Rennen zurück und qualifizierte sich als Zweiter. Sein Teamkollege Leclerc qualifizierte sich ursprünglich als Fünfter, wurde jedoch aufgrund einer 3-Platz-Strafe für Sergio Pérez auf den vierten Startplatz vorgerückt. Während des Qualifyings setzten die Ferraris Red Bull unter Druck, um die Pole zu erobern. Im Rennen selbst überholte Sainz den Polesitter Max Verstappen in der zweiten Runde und übernahm die Führung, wobei Verstappen aufgrund eines Bremsdefekts in der vierten Runde ausfiel – sein erster Ausfall seit dem Großen Preis von Australien 2022. Sainz führte seinen Teamkollegen Leclerc ins Ziel und gewann das Rennen, was Ferrari und ihm den ersten Sieg im Jahr 2024 einbrachte sowie den ersten Doppelsieg des Teams seit dem Großen Preis von Bahrain 2022. Leclerc sicherte sich zudem den Punkt für die schnellste Runde. Das Rennen endete unter dem Safety-Car nach einem Unfall von George Russell, der für Mercedes fuhr, in der letzten Runde.

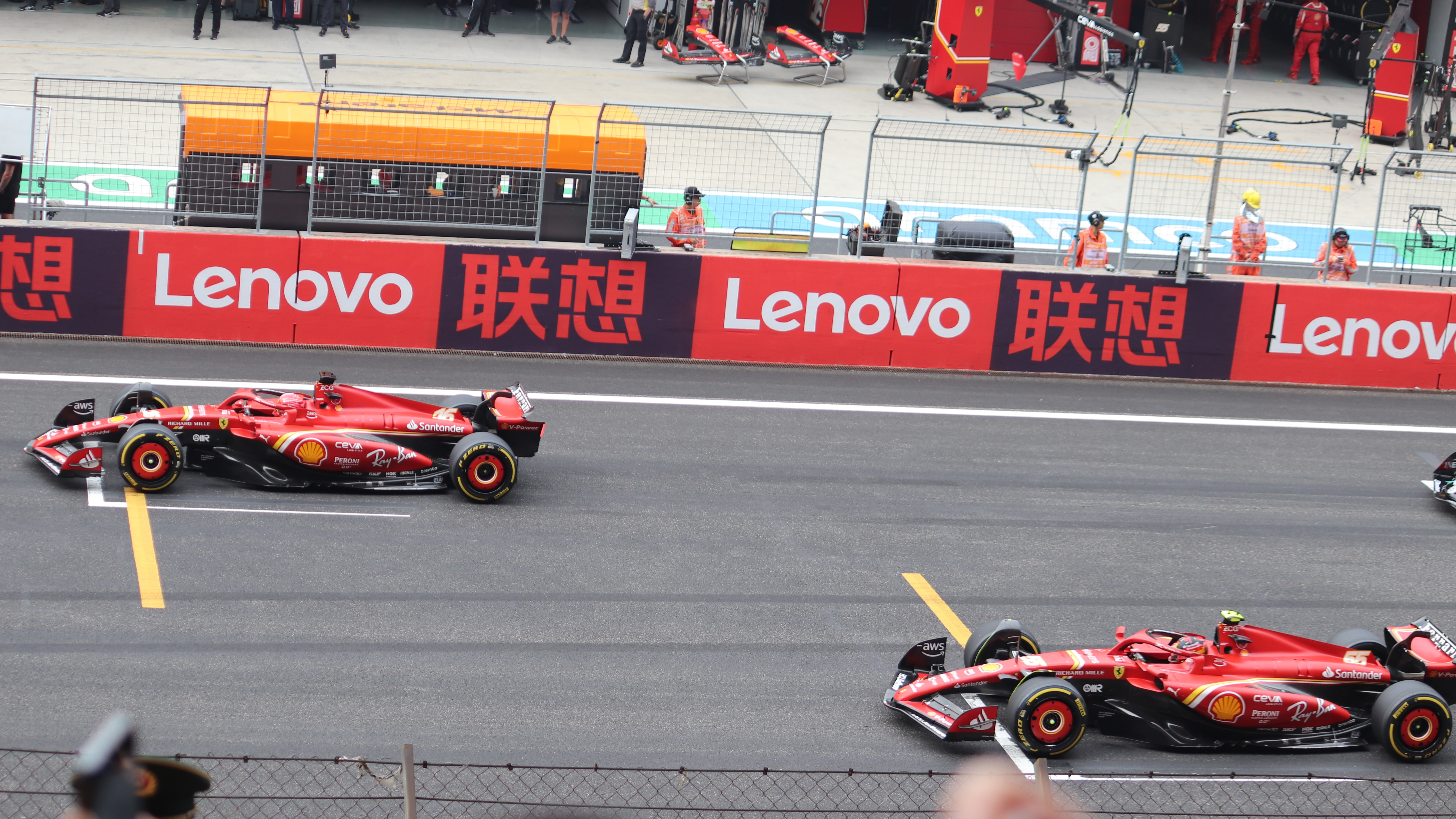
Leclerc und Sainz auf deren Startpositionen beim Großen Preis von China

Beim Großen Preis von Japan 2024 startete Sainz von Platz vier und sein Teamkollege Leclerc von Platz acht. Ferrari experimentierte mit unterschiedlichen Strategien: Sainz fuhr eine Zwei-Stopp-Strategie, während Leclerc auf eine Ein-Stopp-Strategie setzte. Leclerc schonte seine Reifen hervorragend und beendete das Rennen als Vierter. Sainz belegte den dritten Platz und kam in den letzten Runden langsam an Sergio Pérez, der Zweiter wurde, heran.
Im Vorfeld des Großen Preises von Miami 2024 gewann das Team den Computerspezialisten HP als Titelsponsor, was zu einer aktualisierten Lackierung mit HP-Branding führte. Das HP-Branding wurde in einer einmaligen Lackierung für das Rennen eingeführt, die „Azzurro La Plata“ und „Azzurro Dino“ beinhaltete, um das 70-jährige Jubiläum von Ferrari in den Vereinigten Staaten zu feiern, und wurde in den folgenden Rennen beim Großen Preis der Emilia-Romagna 2024 in die Standardlackierung übernommen. Leclerc stand in beiden Rennen auf dem Podium und gewann den Großen Preis von Monaco 2024, Ferraris ersten Sieg in Monaco seit 2017 und seinen ersten Rennsieg seit 2022. Allerdings erlitt das Team beim folgenden Großen Preis von Kanada 2024 ein doppeltes Ausfallrennen – Leclerc hatte Motorprobleme und Sainz kollidierte mit Alex Albon.
Leclerc gewann den Großen Preis von Italien, dank einer erfolgreichen Ein-Stopp-Strategie. Es war Ferraris erster Sieg in Monza seit 2019. Beim nächsten Rennen in Aserbaidschan kämpften Sainz und Pérez in der 50. Runde um das Podium, bis die beiden kollidierten.
Beim Großen Preis der USA beendete Carlos Sainz im Sprint-Rennen auf dem 2. Platz, während Charles Leclerc auf den 4. Platz landete. Im Hauptrennen konnte Leclerc in der ersten Runde einen Zweikampf zwischen Max Verstappen und Lando Norris vermeiden und sich von einem Startplatz 4 auf den ersten Platz vorarbeiten. Er sicherte sich seinen 3. Sieg der Saison 2024, während Sainz als Zweiter ins Ziel kam. Dies war der 2. Ferrari 1:2-Sieg der Saison und Ferraris erster Sieg in Austin seit dem Sieg von Kimi Räikkönen im Jahr 2018.
Für den Großen Preis von Mexiko sicherte sich Sainz die Pole-Position vor Verstappen. Während des Rennens verlor Sainz zu Beginn kurz die Führung an Verstappen, konnte jedoch überholen und führte das Rennen bis zum Ende, um seinen 2. Sieg der Saison zu feiern. Leclerc erreichte ebenfalls das Podium und beendet das Rennen auf den 3. Platz, wobei er auch einen Punkt für die schnellste Runde sicherte. Dies war Ferraris erster Sieg in Mexiko seit dem Sieg von Alain Prost im Jahr 1990.

## Lackierung und Sponsoring
Der SF24 ist überwiegend in Rot lackiert. Es werben Shell, Santander, Ray-Ban, HP, Ceva Logistics, Palantir, Peroni, Pirelli, Richard Mille und AWS auf dem Fahrzeug.

## Ergebnisse
| Fahrer                          | Nr.                             | 1 | 2  | 3 | 4 | 5 | 6 | 7 | 8 | 9   | 10 | 11 | 12 | 13 | 14 | 15 | 16 | 17  | 18 | 19 | 20 | 21  | 22 | 23 | 24 | Punkte | Rang |
| ------------------------------- | ------------------------------- | - | -- | - | - | - | - | - | - | --- | -- | -- | -- | -- | -- | -- | -- | --- | -- | -- | -- | --- | -- | -- | -- | ------ | ---- |
| Formel-1-Weltmeisterschaft 2024 | Formel-1-Weltmeisterschaft 2024 |   |    |   |   |   |   |   |   |     |    |    |    |    |    |    |    |     |    |    |    |     |    |    |    | 652    | 2.   |
| Charles Leclerc                 | 16                              | 4 | 3  | 2 | 4 | 4 | 3 | 3 | 1 | DNF | 5  | 11 | 14 | 4  | 3  | 3  | 1  | 2   | 5  | 1  | 3  | 5   | 4  | 2  | 3  | 652    | 2.   |
| Carlos Sainz Jr                 | 55                              | 3 | PO | 1 | 3 | 5 | 5 | 5 | 3 | DNF | 6  | 3  | 5  | 6  | 6  | 5  | 4  | 17* | 7  | 2  | 1  | DNF | 3  | 6  | 2  | 652    | 2.   |
| Oliver Bearman                  | 38                              |   | 7  |   |   |   |   |   |   |     |    |    |    |    |    |    |    |     |    |    |    |     |    |    |    | 652    | 2.   |

| Legende  | Legende            | Legende                                                          |
| Farbe    | Abkürzung          | Bedeutung                                                        |
| -------- | ------------------ | ---------------------------------------------------------------- |
| Gold     | –                  | Sieg                                                             |
| Silber   | –                  | 2. Platz                                                         |
| Bronze   | –                  | 3. Platz                                                         |
| Grün     | –                  | Platzierung in den Punkten                                       |
| Blau     | –                  | Klassifiziert außerhalb der Punkteränge                          |
| Violett  | DNF                | Rennen nicht beendet (did not finish)                            |
| Violett  | NC                 | nicht klassifiziert (not classified)                             |
| Rot      | DNQ                | nicht qualifiziert (did not qualify)                             |
| Rot      | DNPQ               | in Vorqualifikation gescheitert (did not pre-qualify)            |
| Schwarz  | DSQ                | disqualifiziert (disqualified)                                   |
| Weiß     | DNS                | nicht am Start (did not start)                                   |
| Weiß     | WD                 | zurückgezogen (withdrawn)                                        |
| Hellblau | PO                 | nur am Training teilgenommen (practiced only)                    |
| Hellblau | TD                 | Freitags-Testfahrer (test driver)                                |
| ohne     | DNP                | nicht am Training teilgenommen (did not practice)                |
| ohne     | INJ                | verletzt oder krank (injured)                                    |
| ohne     | EX                 | ausgeschlossen (excluded)                                        |
| ohne     | DNA                | nicht erschienen (did not arrive)                                |
| ohne     | C                  | Rennen abgesagt (cancelled)                                      |
| ohne     | keine WM-Teilnahme |                                                                  |
| sonstige | P/fett             | Pole-Position                                                    |
| sonstige | 1/2/3/4/5/6/7/8    | Punktplatzierung im Sprint-/Qualifikationsrennen                 |
| sonstige | SR/kursiv          | Schnellste Rennrunde                                             |
| sonstige | *                  | nicht im Ziel, aufgrund der zurückgelegten Distanz aber gewertet |
| sonstige | ()                 | Streichresultate                                                 |
| sonstige | unterstrichen      | Führender in der Gesamtwertung                                   |

### Detaillierte Darstellung inkl. Sprintrennen (SPR) und Hauptrennen (HAU)
| Pos                             | Fahrer     | Nr. | 1   | 2   | 3   | 4   | 5   | 5   | 6   | 6   | 7   | 8 | 9   | 10 | 11 | 11 | 12 | 13 | 14 | 15 | 16 | 17  | 18 | 19 | 19 | 20 | 21 | 21  | 22 | 23 | 23 | 24 | Punkte |
| ------------------------------- | ---------- | --- | --- | --- | --- | --- | --- | --- | --- | --- | --- | - | --- | -- | -- | -- | -- | -- | -- | -- | -- | --- | -- | -- | -- | -- | -- | --- | -- | -- | -- | -- | ------ |
| Formel-1 Weltmeisterschaft 2024 |            |     |     |     |     |     |     |     |     |     |     |   |     |    |    |    |    |    |    |    |    |     |    |    |    |    |    |     |    |    |    |    |        |
| SPR                             | HAU        | SPR | HAU | SPR | HAU | SPR | HAU | SPR | HAU | SPR | HAU |   |     |    |    |    |    |    |    |    |    |     |    |    |    |    |    |     |    |    |    |    |        |
| 3.                              | C. Leclerc | 16  | 4   | 3   | 2   | 4   | 4   | 4   | 2   | 3   | 3   | 1 | DNF | 5  | 7  | 11 | 14 | 4  | 3  | 3  | 1  | 2   | 5  | 4  | 1  | 3  | 3  | 5   | 4  | 5  | 2  | 3  | 356    |
| 5.                              | C. Sainz   | 55  | 3   | PO  | 1   | 3   | 5   | 5   | 5   | 5   | 5   | 3 | DNF | 6  | 5  | 3  | 5  | 6  | 6  | 5  | 4  | 17* | 7  | 2  | 2  | 1  | 5  | DNF | 3  | 4  | 6  | 2  | 290    |
| 16.                             | O. Bearman | 38  |     | 7   |     |     |     |     |     |     |     |   |     |    |    |    |    |    |    |    |    |     |    |    |    |    |    |     |    |    |    |    | 7      |

| Legende  | Legende            | Legende                                                          |
| Farbe    | Abkürzung          | Bedeutung                                                        |
| -------- | ------------------ | ---------------------------------------------------------------- |
| Gold     | –                  | Sieg                                                             |
| Silber   | –                  | 2. Platz                                                         |
| Bronze   | –                  | 3. Platz                                                         |
| Grün     | –                  | Platzierung in den Punkten                                       |
| Blau     | –                  | Klassifiziert außerhalb der Punkteränge                          |
| Violett  | DNF                | Rennen nicht beendet (did not finish)                            |
| Violett  | NC                 | nicht klassifiziert (not classified)                             |
| Rot      | DNQ                | nicht qualifiziert (did not qualify)                             |
| Rot      | DNPQ               | in Vorqualifikation gescheitert (did not pre-qualify)            |
| Schwarz  | DSQ                | disqualifiziert (disqualified)                                   |
| Weiß     | DNS                | nicht am Start (did not start)                                   |
| Weiß     | WD                 | zurückgezogen (withdrawn)                                        |
| Hellblau | PO                 | nur am Training teilgenommen (practiced only)                    |
| Hellblau | TD                 | Freitags-Testfahrer (test driver)                                |
| ohne     | DNP                | nicht am Training teilgenommen (did not practice)                |
| ohne     | INJ                | verletzt oder krank (injured)                                    |
| ohne     | EX                 | ausgeschlossen (excluded)                                        |
| ohne     | DNA                | nicht erschienen (did not arrive)                                |
| ohne     | C                  | Rennen abgesagt (cancelled)                                      |
| ohne     | keine WM-Teilnahme |                                                                  |
| sonstige | P/fett             | Pole-Position                                                    |
| sonstige | 1/2/3/4/5/6/7/8    | Punktplatzierung im Sprint-/Qualifikationsrennen                 |
| sonstige | SR/kursiv          | Schnellste Rennrunde                                             |
| sonstige | *                  | nicht im Ziel, aufgrund der zurückgelegten Distanz aber gewertet |
| sonstige | ()                 | Streichresultate                                                 |
| sonstige | unterstrichen      | Führender in der Gesamtwertung                                   |